# Tomáš Karas
Tomáš Karas (* 16. května 1975, Praha) je český veslař, reprezentant České republiky, olympionik, který získal stříbrnou medaili z olympijských her. V Athénách 2004 získal stříbro ve veslování, v párové čtyřce společně s Davidem Kopřivou, Jakubem Hanákem a Davidem Jirkou.